# 上帝之人

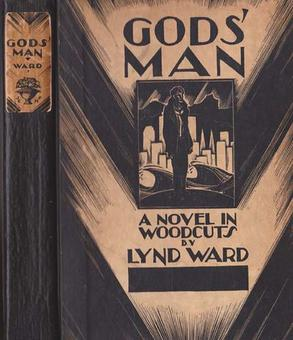
1929年初版《上帝之人》的封面

《上帝之人》（英語：Gods' Man）是美国画家林德·沃德1929年出版的无字小说，由139幅没有文字的木刻版画构成，讲述浮士德式画家出卖灵魂换取魔笔的故事。《上帝之人》是美国历史上第一本无字小说，被视为视觉文学的前身，对其发展影响很大。
沃德1926年在德国学习美术期间看到法朗士·麦绥莱勒1919年的作品《太阳》，这是他首度接触无字小说。1927年，沃德返回美国并投身插画创作。两年后，他在纽约看到奥托·努克1926年的无字小说《命运》，促使他决定自行创作同类小说。《上帝之人》在1929年华尔街股灾一周前问世，但销量持续走高，至今仍是最畅销的美国无字小说，推动其他美国艺术家试水。例如漫画家米尔特·格罗斯就在1930年发行戏仿《上帝之人》的作品《他对不起她》。20世纪70年代，沃德的作品还成为漫画家阿特·斯皮格曼和威尔·埃斯纳开创视觉文学体裁的重要灵感来源。

## 内容
无字小说《上帝之人》包含139幅无文的木刻版画，每幅图画都与上一幅的情节存在一定间隔。沃德在1974年的合集《不用言语讲故事的人：林德·沃德的木雕版画》（Storyteller Without Words: The Wood Engravings of Lynd Ward）中表示，相邻相幅图画的情节间隔太大会让读者的思考负担过重，太小又会导致故事乏味。无字小说史学家戴维·贝罗纳（David A. Beronä）认为，漫画作家在推进情节时也有类似担忧。

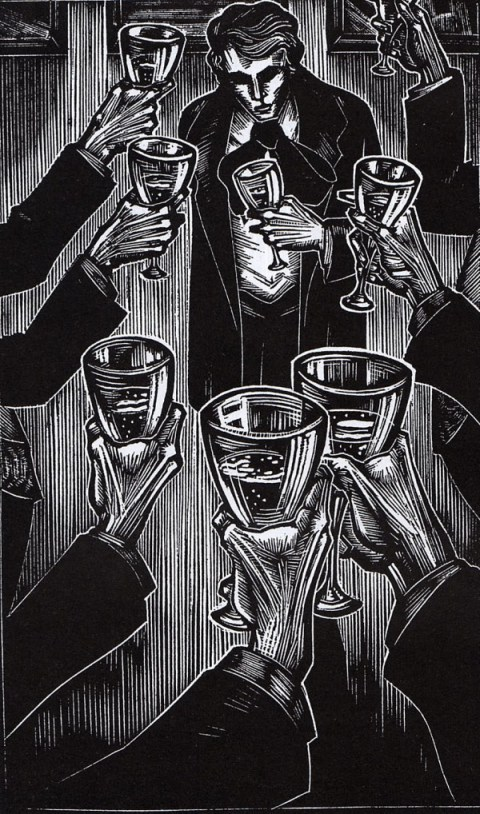
书中主角处身一片酒杯之中，画面中没有别的人物头像，强调他心中的孤独

所有图画均为黑白，大小尺寸各不相同，最大的是每章第一和最后一幅画，规格为15×10厘米。沃德使用明暗对比强调城市腐败丛生，即便是白天也会在建筑映射下导致天空阴暗无光，相比之下，乡间的景色就沐浴在自然光线中。为避免诉诸文字，沃德使用夸张的面部表情和构图传达情绪，例如书中主角在其中一幅画里身处一片酒杯之中，但看不到其他举杯者的头像，强调中间人物心中的孤独。《上帝之人》的主题与浮士德接近，构图和画风都明显受到早期无声电影影响，特别是乌发电影公司的作品。
书籍原名中的撇号暗指多神论，而非犹太－基督教的一神论，全名源自古罗马剧作家普劳图斯舞台剧《巴克基斯》（Bacchides）的台词：“他是众神的宠儿，但却英年早逝”。

### 情节简介
穷困潦倒的画家与蒙面陌生人签订契约，凭借由此得到的魔笔迅速红遍全球。发现整个世界都因金钱腐败，而且金钱还是他情妇的化身后，画家的梦想幻灭。他在城内四处游荡，看见的每个人都与他的作品拍卖师和情妇一模一样。画家被幻觉激怒，愤而攻击其中一人，结果此人居然是警察。画家被判入狱后逃脱，在暴徒追逐下逃出城市，并在跳进山沟躲避时受伤。山林中生活的女人发现后把他带回家，照料画家恢复健康，两人生下孩子并过着简单快乐的生活，直至神秘的陌生人出现并把画家引到悬崖边。画家本打算为陌生人画像，但却看到面具后的骷髅头，大惊之下摔落悬崖致死。

## 背景
林德·沃德（Lynd Ward）于1905年生于芝加哥，父亲哈里·沃德（Harry F. Ward）是循道宗牧师、社会活动家兼美国公民自由联盟首任主席。林德所有作品都体现出父亲对社会不公的看法。林德很小就对美术感兴趣，读五年级时老师告诉他沃德的英语拼写倒过来就是“绘画”（draw），促使他决定投身美术。沃德学习成绩优异，曾向中学和高校报纸提供图片和文稿。

法朗士·麦绥莱勒的《太阳》是沃德接触的第一本无字小说

1926年从哥伦比亚大学教育学院毕业后，沃德与作家梅·麦克尼尔（May McNeer）喜结连理，两人在欧洲度蜜月，而且一去就是一年多。在东欧度过四个月后，两人定居德国莱比锡。沃德用一年时间学习木刻，在此期间接触德国表现主义绘画和比利时木刻版画家法朗士·麦绥莱勒1919年的无字小说《太阳》（Die Sonne），该书从现代角度呈现伊卡洛斯的故事，由63幅无字木刻版画组成。
1927年回国后，沃德成为自由职业者，以创作插画为主。1929年，他在纽约看到德国画家奥托·努克（Otto Nückel）唯一的无字小说《命运》，作品风格明显受到麦绥莱勒影响，但画面信息更庞大，讲述某妓女的生与死。沃德看过《命运》后颇受触动并投入创作，取材他更年轻时对文森特·梵高、亨利·德·土鲁斯-罗特列克、约翰·济慈和珀西·比希·雪莱短暂而悲惨一生的思考。沃德通过《上帝之人》表述这样的思想：“创作天赋是讨价还价的产物，用英年早逝换取创作机遇。”

## 出版史
1929年3月，沃德向经营开普和史密斯出版社（Cape & Smith）的哈里森·史密斯（Harrison Smith）展示《上帝之人》前30幅画作。史密斯表示愿意签订合同，只要沃德能在夏季结束前完成，他会把作品放在出版社首本目录的第一位。初版《上帝之人》于同年十月面世，分贸易平装书和豪华版。贸易平装书采用原版黄杨木刻版转制成电铸板印刷，豪华版直接用原版木刻版印在无酸纸上，限量发行409本并有作者签名，用黑布装饰再用书套包装。图画印在每张纸的右页，左页留下空白。书中向沃德的三位老师致敬，分别是在莱比锡教他木刻的汉斯·亚历山大·“西奥多”·穆勒（Hans Alexander "Theodore" Mueller，1888至1962年）、哥伦比亚大学教育学院美术导师约翰·海因斯（John P. Heins，1896至1969年）和阿尔伯特··赫克曼（Albert C. Heckman，1893至1971年）。
《上帝之人》已经多次再版并收入合集。1974年的合集《不用言语讲故事的人：林德·沃德的木雕版画》除收录《上帝之人》外，还有沃德的《狂人之鼓》（1930年）和《野外朝圣》（Wild Pilgrimage，1932年），前面的序言也由他执笔。书中的无字小说图画非常紧凑，有时一页就有四幅。2010年，《上帝之人》又与沃德的另外五部无字小说一起出现在漫画家阿特·斯皮格曼（Art Spiegelman）主编的合集《林德·沃德：六部木刻小说》（Lynd Ward: Six Novels in Woodcuts）中，由美国图书馆出版社（Library of America）发行。
作品的原版木刻如今属华盛顿哥伦比亚特区乔治城大学约瑟夫·马克·劳因格纪念图书馆的林德·沃德收藏，是沃德两位女儿的遗赠。

## 评价和影响
《上帝之人》是美国历史上第一本无字小说，此前的欧洲作品还从未在美国出版。直至2010年統計，《上帝之人》仍是最畅销的无字小说，虽然问世仅一周后，1929年华尔街股灾和大萧条便接踵而至，但到1930年初就已两度再版，面世前四年已发行六版，卖出两万余本。在此期间，年轻的沃德在畅销书插图创作上打开局面，成为儿童读物插图领域的权威人士。

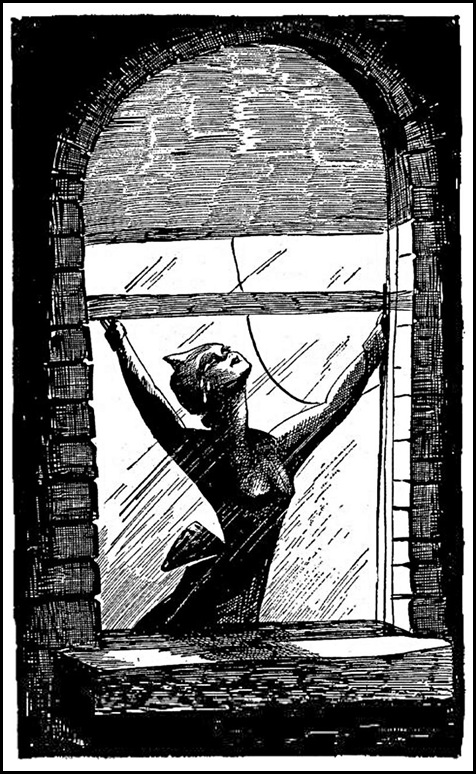
1930年的《他对不起她》是米尔特·格罗斯戏仿林德·沃德《上帝之人》的作品

《上帝之人》的成功推动《命运》于1930年在美国出版。同年，漫画家米尔特·格罗斯（Milt Gross）推出戏仿《上帝之人》和无声剧情片的无字小说《他对不起她》（He Done Her Wrong），并有副标题《伟大的美国小说，里面一个字都没有——也没有音乐》（The Great American Novel, and not a word in it—no music too）。书中主角是伐木工人，意指身为木刻画家的沃德。
纽约市芭蕾舞团曾考虑把《上帝之人》搬上舞台，舞团董事邀请费利克斯·拉宾斯基（Felix R. Labunski）作曲。但因财政困难，拉宾斯基只能放弃包括《上帝之人》在内的多个项目。20世纪60年代，曾有多人提议把《上帝之人》拍成电影，但至今未能落实。
政治立场偏左的艺术家和作家很欣赏这部无字小说，沃德经常收到根据《上帝之人》创作的诗歌。艾伦·金斯堡在1956年的诗作《号叫》（Howl）中使用《上帝之人》的图画，还在诗作注解中引述沃德对城市和监狱的描绘。抽象表现主义画家保罗·詹金斯（Paul Jenkins）于1981年撰文表示，沃德在《上帝之人》中表现出“活力和前所未有的创意”，对詹金斯的画作影响很大。1973年，阿特·斯皮格曼以母亲自杀为题材创作四页规格连环漫画《地狱行星的囚徒》 （Prisoner on the Hell Planet），漫画受到沃德作品的显著影响，呈现表现主义木刻风格，斯皮格曼后来还把连环漫画收入图画小说《鼠族》。受《上帝之人》影响，早安夹克乐队（My Morning Jacket）主唱吉姆·詹姆斯（Jim James）于2013年发布个人专辑《上帝之光与声的领域》（Regions of Light and Sound of God），他起初打算用专辑作为《上帝之人》改编电影的原声带。
《上帝之人》至今仍是沃德最广为人知且读者数量最多的无字小说。斯皮格曼认为这并不是因为本作比沃德后来的同类作品优秀，而是因为《上帝之人》是第一本在美国出版的无字小说。 欧文·哈斯（Irwin Haas）认为书中画作质量很高，但情节有欠均衡，认为沃德推出第三部作品《野外朝圣》后才真正掌握无字小说的精髓。
1964年，美国作家苏珊·桑塔格在论文《坎普风之注释》（Notes on "Camp"）中引用《上帝之人》作为“坎普风的范例”。斯皮格曼声称，看到书中主角与爱妻和孩子一起过上田园诗般的生活时，他忍不住要窃笑一番。
心理医生摩根·斯科特·派克强烈反对书中描绘，认为这些内容对儿童心理会有极具破坏力的影响，声称这是他“眼中最黑暗、最丑恶的书”。在派克看来，书中的神秘陌生人代表撒但和死神。

### 引用
1. ↑  Spiegelman（2010a年），第xi页
2. 1 2 3  Beronä（2008年），第42页
3. 1 2  Beronä（2008年），第42, 44页
4. ↑  E. P.（1930年），第328页
5. ↑  Peck（2005年），第216页
6. ↑  Spiegelman（2010d年），第828页
7. 1 2 3  Spiegelman（2010a年），第xii页
8. ↑  Beronä（2008年），第41–42页
9. ↑  Spiegelman（2010b年），第799页
10. 1 2 3  Beronä（2008年），第41页
11. ↑  Spiegelman（2010b年），第801页
12. ↑  Spiegelman（2010b年），第802–803页
13. 1 2 3  Spiegelman（2010a年），第x页
14. ↑  Spiegelman（2010b年），第803–804页
15. 1 2  Spiegelman（2010b年），第804–805页
16. 1 2  Painter（1962年），第664页
17. 1 2  Spiegelman（2010d年），第833页
18. 1 2 3  Spiegelman（2010b年），第805页
19. 1 2  Spiegelman（2010c年），第823页
20. 1 2  Kelley（2010年），第2页
21. ↑  Spiegelman（2010d年），第828–829页
22. 1 2  Bulson（2011年）
23. ↑  Spiegelman（2010c年），第825页
24. ↑  Smykla（1999年），第53页
25. ↑  Walker（2007年），第29页
26. ↑  Spiegelman（2010d年），第832–833页
27. ↑  Spiegelman（2010a年），第xiii–xiv页
28. ↑  Kelman（2010年），第45页
29. ↑  Beronä（2003年），第67页
30. ↑  Willett（2005年），第129页
31. 1 2 3  Beronä（2003年），第66页
32. 1 2  Witek（1989年），第98页
33. ↑  Rothberg（2000年），第214页
34. ↑  Witek（2004年），第100页
35. ↑  Zemler（2013年）
36. ↑  Kelley（2010年），第3–4页
37. ↑  Haas（1937年），第84–86页
38. ↑  Wolk 2011; Sontag 1999，第55頁.
39. ↑  Wolk（2011年）
40. ↑  Peck（2005年），第215页
41. ↑  Peck（2005年），第189页

## 扩展阅读
- Boxer, Sarah. . Slate. 2010-10-17  [2018-09-20]. （原始内容存档于2018-09-20）.
- Abraham Riesman; Heidi MacDonald; Sarah Boxer. . Vulture (VOX Media). 2018-04-16  [2020-07-18]. （原始内容存档于2020-06-24）.